# Старі Гнатовиці
Старе Ґнатовіце (пол. Stare Gnatowice) — село в Польщі, у гміні Кампінос Варшавського-Західного повіту Мазовецького воєводства.
Населення — 103 особи (2011).
У 1975-1998 роках село належало до Варшавського воєводства.

## Демографія
Демографічна структура станом на 31 березня 2011 року:
|          | Загалом | Допрацездатний вік | Працездатний вік | Постпрацездатний вік |
| -------- | ------- | ------------------ | ---------------- | -------------------- |
| Чоловіки | 54      | 12                 | 32               | 10                   |
| Жінки    | 49      | 5                  | 26               | 18                   |
| Разом    | 103     | 17                 | 58               | 28                   |